# Horacio González de las Casas
Horacio González de las Casas (Chihuahua, Chihuahua; 20 de abril de 1942 — Delicias, Chihuahua; 10 de enero de 2025) fue un político mexicano miembro del Partido Acción Nacional. Fue el segundo presidente municipal de oposición en la historia del Municipio de Delicias en el periodo comprendido entre 1983 y 1986.

## Biografía
González de las Casas nació en Chihuahua, Chihuahua, el 20 de abril de 1942. Estudió ingeniería en agronomía en la Escuela Superior de Agricultura Hermanos Escobar, de donde se graduó en 1973. De igual forma, cursó una maestría en agronomía en la misma institución.[cita requerida]
Fue presidente de la Confederación Nacional de la Pequeña Propiedad en Delicias de 1976 a 1980. En 1983, tras varios años afiliado al Partido Revolucionario Institucional (PRI), renunció al mismo, y posteriormente recibió la oferta de ser candidato a presidente municipal por parte de algunos partidos de izquierda así como del Partido Acción Nacional, y aceptó finalmente la oferta del último, se afilió al mismo y se convirtió en su candidato en las elecciones de ese año, y logró vencer al candidato del PRI, Mario Tarango Ramírez. Se convirtió así en el segundo alcalde de un partido de oposición en Delicias. En 1986, solicitó licencia como alcalde para ser postulado como candidato a diputado por el Distrito V Local, y perdió ante el candidato del Partido Revolucionario Institucional, Homero Chávez Vázquez.
En 1988, fue postulado a candidato a diputado federal, y terminó con un resultado desfavorable pero fue electo por la vía de la representación proporcional como diputado para la LIV Legislatura, cargo que ejerció de 1988 a 1991. En 1992, pasó a ser director general de Desarrollo Rural del Gobierno del Estado de Chihuahua, durante la administración de Francisco Barrio Terrazas, cargo en el que duró hasta el fin de la misma, en 1998. De igual manera, se desempeñó como gerente regional de la Comisión Nacional Forestal, de 2001 a 2006.